# Йеменская синичья славка
Йеменская синичья славка (лат. Curruca buryi) — вид птиц семейства славковых (Sylviidae). Видовое название дано в честь Джорджа Уаймана Бери (1874—1920), английского исследователя и натуралиста. Длина тела 15 см. Обитает в Саудовской Аравии и Йемене.

## Описание
Йеменская синичья славка достигает в длину 15 см и имеет массу около 22 г. Полы похожи внешне и имеют темно-коричневый верх и беловатый низ. Клюв слегка изогнут, крылья относительно короткие, а хвост довольно длинный.

## Поведение
Населяет субтропические и тропические леса с доминированием акации (Acacia origena). 
Представители данного вида питаются в основном насекомыми, включая гусениц, но также поедают фрукты и нектар. Размножение происходит с марта по июль. Гнездится в кустах и на деревьях. 